# AB Oxygenol
AB Oxygenol var ett kemisk-tekniskt industriföretag i Stockholm bildat 1908 av Ivar Röing, apotekare på apoteket Elgen i Stockholm.
Företaget tillverkade ursprungligen produkter som innehöll "oxygenol", det vill säga väteperoxid, som Oxygenol tandkräm och munvatten. Andra tidiga produkter var Amarant ansiktskräm och Otonic ansiktsvatten för damer samt företagets mest långlivade produkt, rakvattnet Aqua Vera, vilket introducerades i mitten av 1920-talet.
1942 bildades läkemedelsbolaget Recip som dotterbolag till Oxygenol. 1964 förvärvade läkemedelsbolaget Kabi Oxygenol med dotterbolag. Oxygenol blev därmed integrerat i Grummebolagen, som såldes till statliga Tobaksbolaget 1974.
Grummebolagens gamla produktsortiment, bland annat Aqua Vera, återfinns sedan 1985 hos Cederroth International.
I Finland tillverkas Oxygenol-tandkräm och munvatten fortfarande av Berner Oy.